# Solms-laubachia mieheorum
Solms-laubachia mieheorum är en korsblommig växtart som först beskrevs av Al-shehbaz, och fick sitt nu gällande namn av J.P. Yue, Al-shehbaz och Hang Sun. Solms-laubachia mieheorum ingår i släktet Solms-laubachia och familjen korsblommiga växter. Inga underarter finns listade i Catalogue of Life.